# Skandal (film 1950)
Skandal (jap. 醜聞, Shûbun) – japoński dramat filmowy z 1950 roku w reżyserii Akiry Kurosawy.

## Fabuła
Ichirō Aoye, sławny, młody malarz, podczas wakacji spotyka przypadkowo sławną, młodą śpiewaczkę, Miyako Saijō. Oboje są zakwaterowani w tym samym hotelu, więc mężczyzna proponuje, kobiecie podwiezienie jej do miejsca noclegu. Po drodze dostrzegają ich pracownicy magazynu brukowego Miłostka. Proponują Saijō udzielenie wywiadu, a kiedy ta odmawia, z zemsty robią parze zdjęcie przy niewinnej dyskusji i publikują materiał z nagłówkiem: Nowela o miłości Miyako Saijō. Prawnik Hiruta proponuje malarzowi pomoc i przekonuje go do pozwania magazynu. Aoye zgadza się na tę propozycję. Niestety, jakiś czas później, prawnik przyjmuje łapówkę od redaktora magazynu i porzuca sprawę, ponieważ potrzebuje pieniędzy dla swojej obłożnie chorej córki, Masako.

## Obsada
- Toshirō Mifune jako Ichirō Aoye
- Shirley Yamaguchi jako Miyako Saijō
- Takashi Shimura jako Hiruta
- Yōko Katsuragi jako Masako Hiruta
- Sugisaku Aoyama jako doktor Kataoka
- Noriko Sengoku jako Sumie
- Eitarō Ozawa jako Hori
- Shin'ichi Himori jako Asai
- Masao Shimizu jako sędzia
- Tanie Kitabayashi jako Yasu Hiruta
- Junji Masuda jako dziennikarz
- Bokuzen Hidari jako pijak
- Taiji Tonoyama jako przyjaciel Aoye
- Kichijirō Ueda jako starzec
- Kokuten Kōdō jako starzec